# Arnaud Nordin
Arnaud Nordin (* 17. Juni 1998 in Paris) ist ein französischer Fußballspieler, der für den 1. FSV Mainz 05 spielt.

## Karriere

### Verein
Nordin wechselte 2013 von US Créteil zu Saint-Étienne und wurde 2015 erstmals in die B-Mannschaft berufen. Er debütierte am 25. September 2016 in der Ligue 1 gegen OSC Lille und erzielte ein Tor, nachdem er in der ersten Halbzeit eingewechselt wurde. Für die Saison 2017/18 wurde er zu AS Nancy ausgeliehen, für die er 4 Tore in 27 Spielen in der Ligue 2 erzielte. Zur Saison 2018/19 kehrte er zurück. In Saint-Étienne verbrachte er vier weitere Jahre, bevor er sich im Sommer 2022 dem HSC Montpellier anschloss. Im Januar 2025 wechselte er zum 1. FSV Mainz 05 und unterschrieb dort einen Vertrag bis 2028.

### Nationalmannschaft
Er spielte für verschiedene Jugendauswahlen Frankreichs (U-16, U-18 und U-19).

## Persönliches
Nordin wurde in Frankreich geboren. Seine Eltern stammen von der karibischen Insel Martinique.